# Niphidium
Niphidium, rod pravih paprati (papratnice) iz potporodice Campyloneuroideae, dio porodice Polypodiaceae, red Polypodiales. Postoji 11 priznatih vrsta raširenih po Americi od Meksika preko Srednje Amerike, na jug do Argentine
Tipična vrsta je Niphidium americanum (Hook.) J.Sm., sinonim za Niphidium longifolium (Cav.) C.V.Morton & Lellinger.

## Vrste
1. Niphidium albopunctatissimum Lellinger
2. Niphidium anocarpos (Kunze) Lellinger
3. Niphidium carinatum Lellinger
4. Niphidium crassifolium (L.) Lellinger
5. Niphidium longifolium (Cav.) C.V.Morton & Lellinger
6. Niphidium macbridei Lellinger
7. Niphidium mortonianum Lellinger
8. Niphidium nidulare (Rosenst.) Lellinger
9. Niphidium oblanceolatum A.Rojas
10. Niphidium rufosquamatum Lellinger
11. Niphidium vittaria (Mett.) Lellinger

## Sinonimi
- Pessopteris Underw. ex Maxon; Contr. U.S. Nat. Herb. 10: 485 (1908)
- Anaxetum Schott; Gen. Fil. t. 50 (1834) (nec Gaertner (1791))
- Pleuridium (C.Presl) Fée; Mém. Foug. 5 (Gen. Fil.): 273 (1852) (non Bridel 1819)